# فیموس استارز
فیموس استارز (انگلیسی: Famous Stars) شرکت پوشاک آمریکایی است، که در سال ۱۹۹۹ تأسیس شد.